# MetroLyrics
MetroLyrics는 2002년에 설립된 가사 전용 웹사이트이다.
2008년 4월에 라이센스 어그리게이터인 그레이스노트의 가사 카탈로그를 게재 허가를 받은 최초의 가사 전용 웹사이트가 되었다. 가사 라이선스 모델을 통해 MetroLyrics.com에 가사가 게재되면 저작권자는 인세를 얻고 있다. 게재되어 가사로 지불되는 로열티는 그레이스노트로 처리된다. 이처럼 MetroLyrics의 라이센스 모델은 미 허가 또는 저작권을 침해하는 많은 가사 사이트와 차별화하고 있다.
MetroLyrics의 데이터베이스는 16,000명 이상의 아티스트의 100만 곡 이상의 노래로 구성되어 있으며, 미국과 영국에서 구글 검색 결과에 따르면 9번째 규모의 데이트베이스이다.
AOL 음악, NME, MTV, 빌보드와 제휴를 맺고 있다. 또한 Winamp 미디어 플레이어의 온라인 서비스로 자신의 가사 데이터베이스와 Winamp의 서비스를 통합하고있다.
2011년 10월 CBS 인터랙티브에 인수되었다.